# Javor (Teplice nad Metují)
Javor (německy Obermohren, dříve Horní Dědov) je vesnice, část města Teplice nad Metují v okrese Náchod. Nachází se asi 3 km na jih od Teplic nad Metují. V roce 2009 zde bylo evidováno 62 adres. V roce 2001 zde trvale žilo 70 obyvatel.
Javor leží v katastrálním území Javor u Teplic nad Metují o rozloze 3 km2.
V kopci nad obcí se nachází rozbořená křížová cesta.
Ve vesnici se narodil František Hlaváček (1856–1913), učitel pražské obchodní školy a trojnásobný vrah.

## Galerie

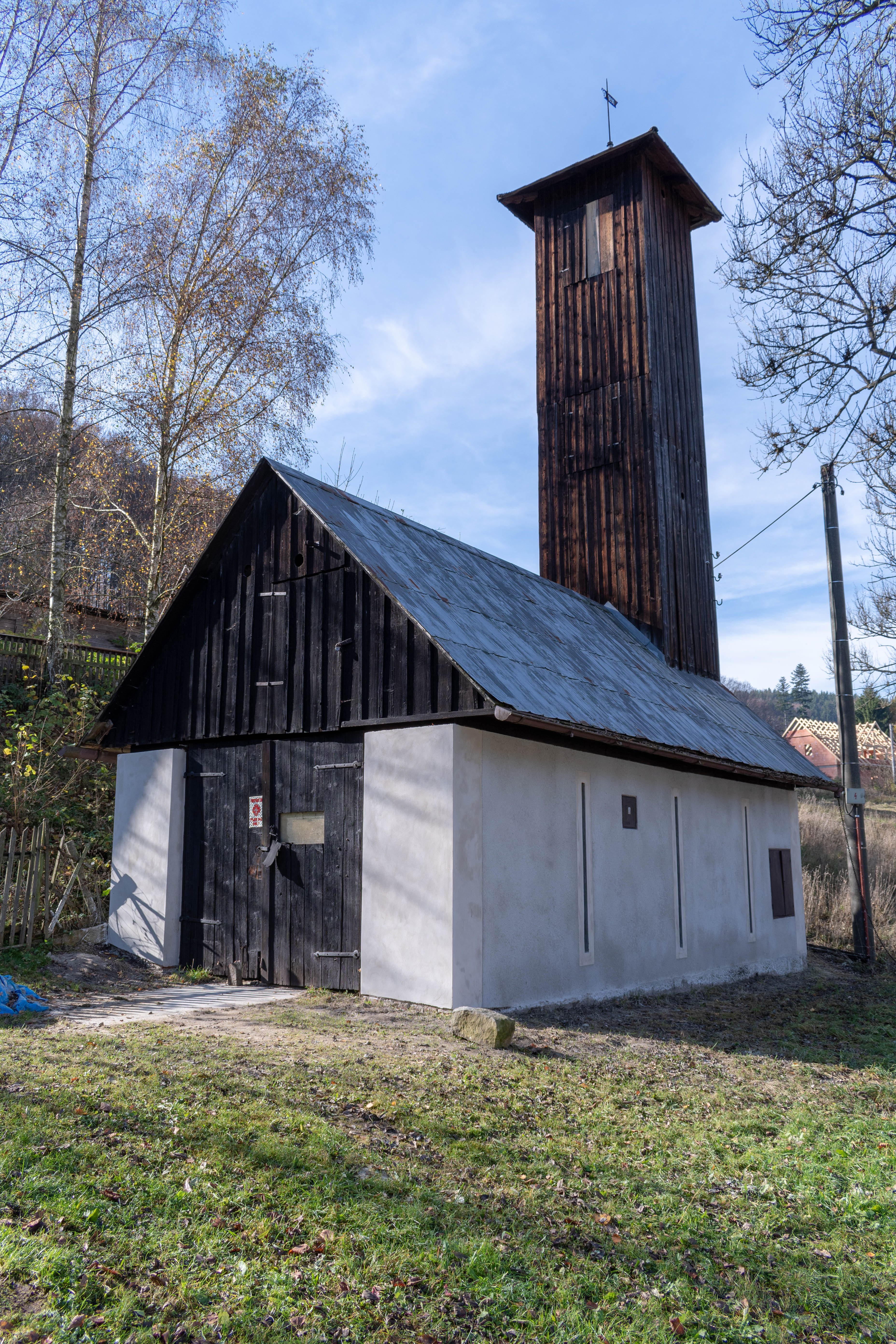
Hasičská zbrojnice
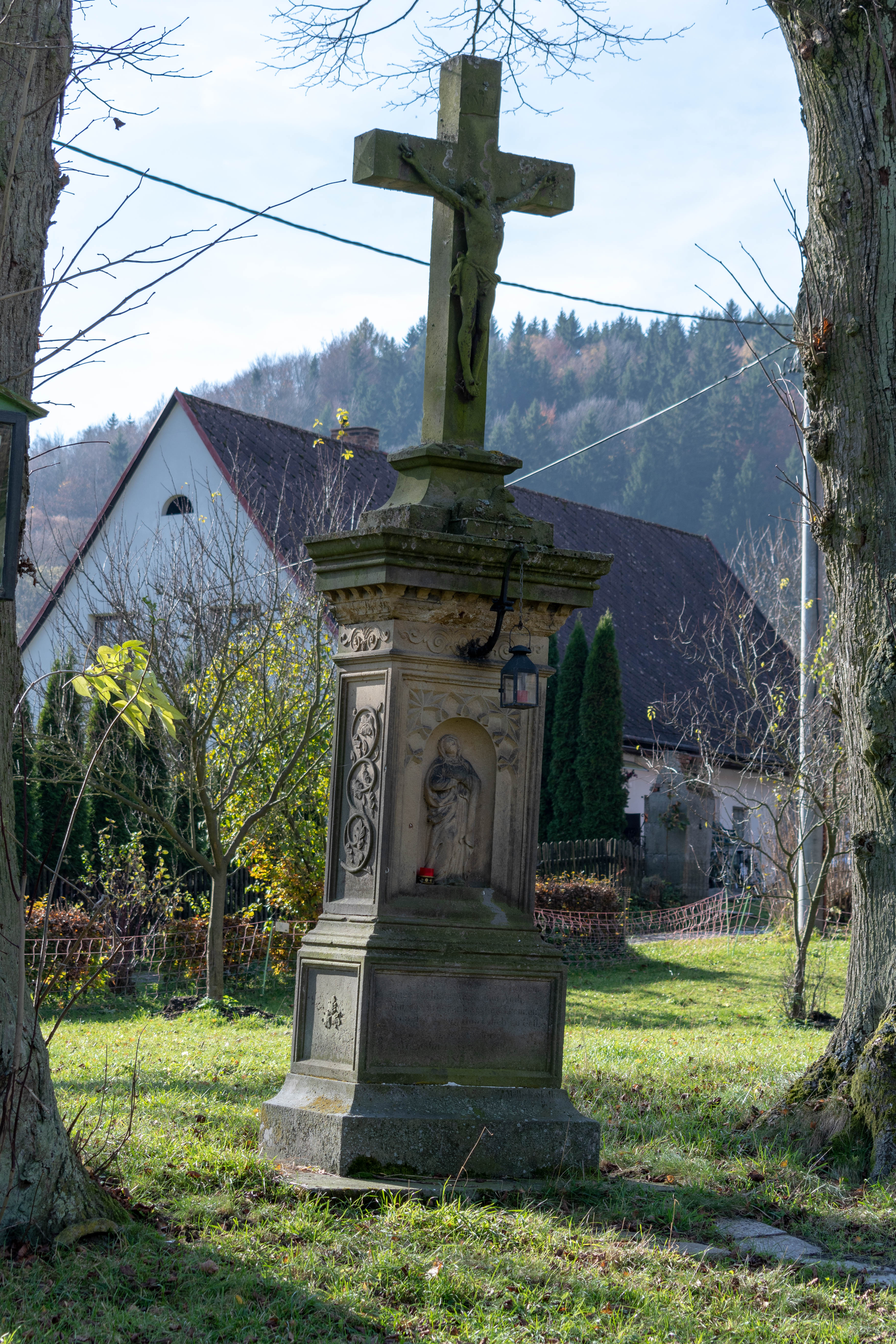
Kříž v obci
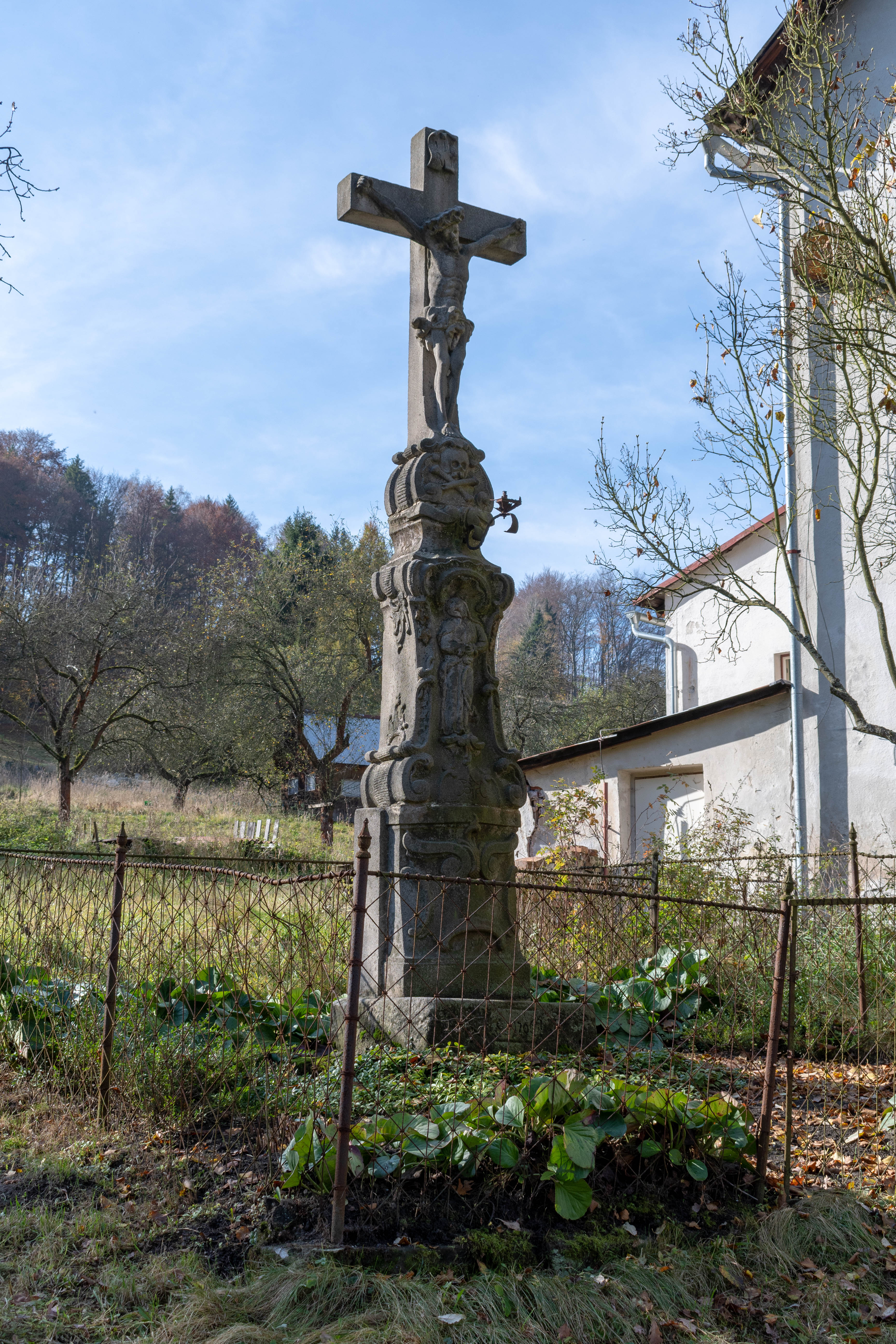
Kříž v obci
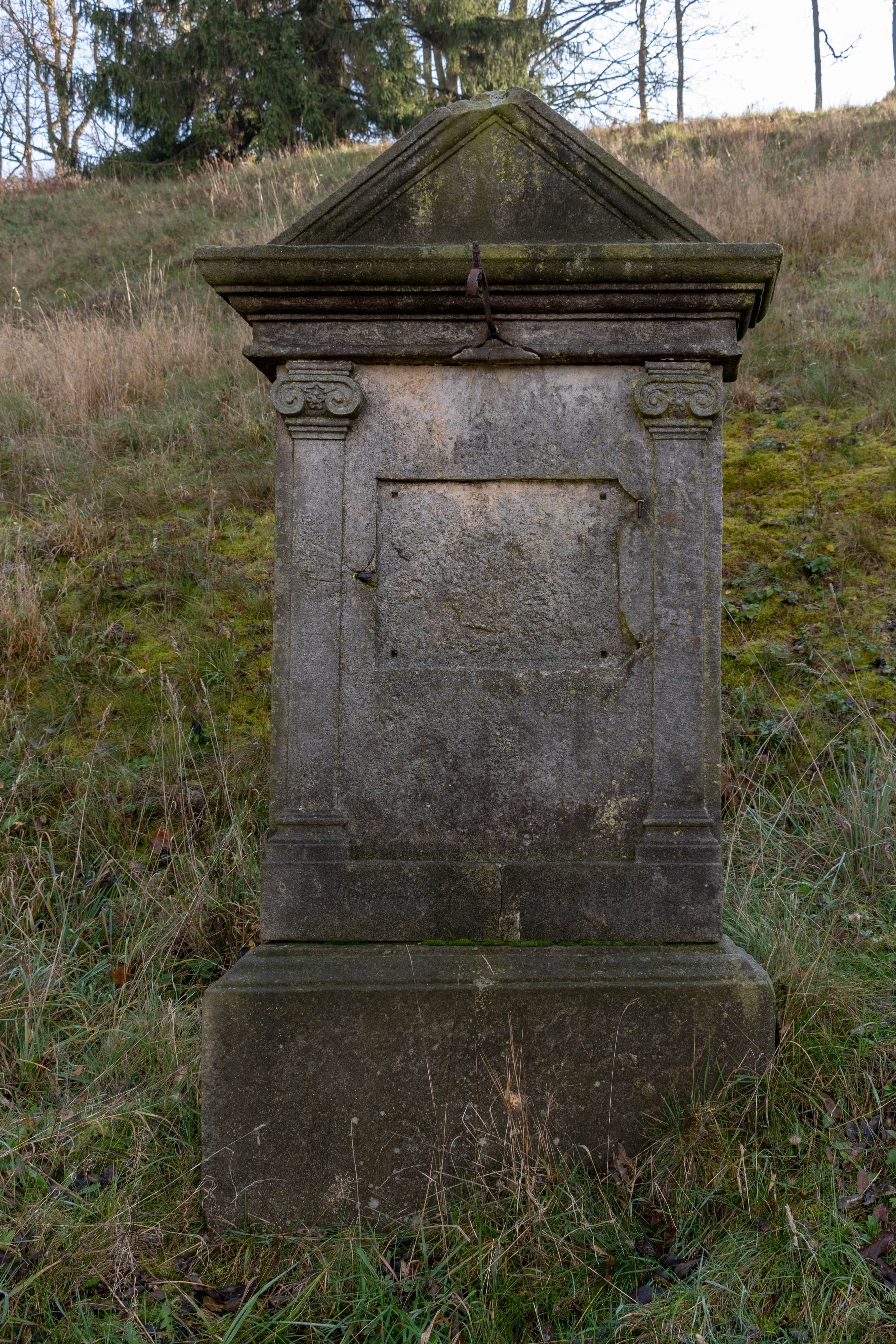
Nejzachovalejší zastavení křížové cesty
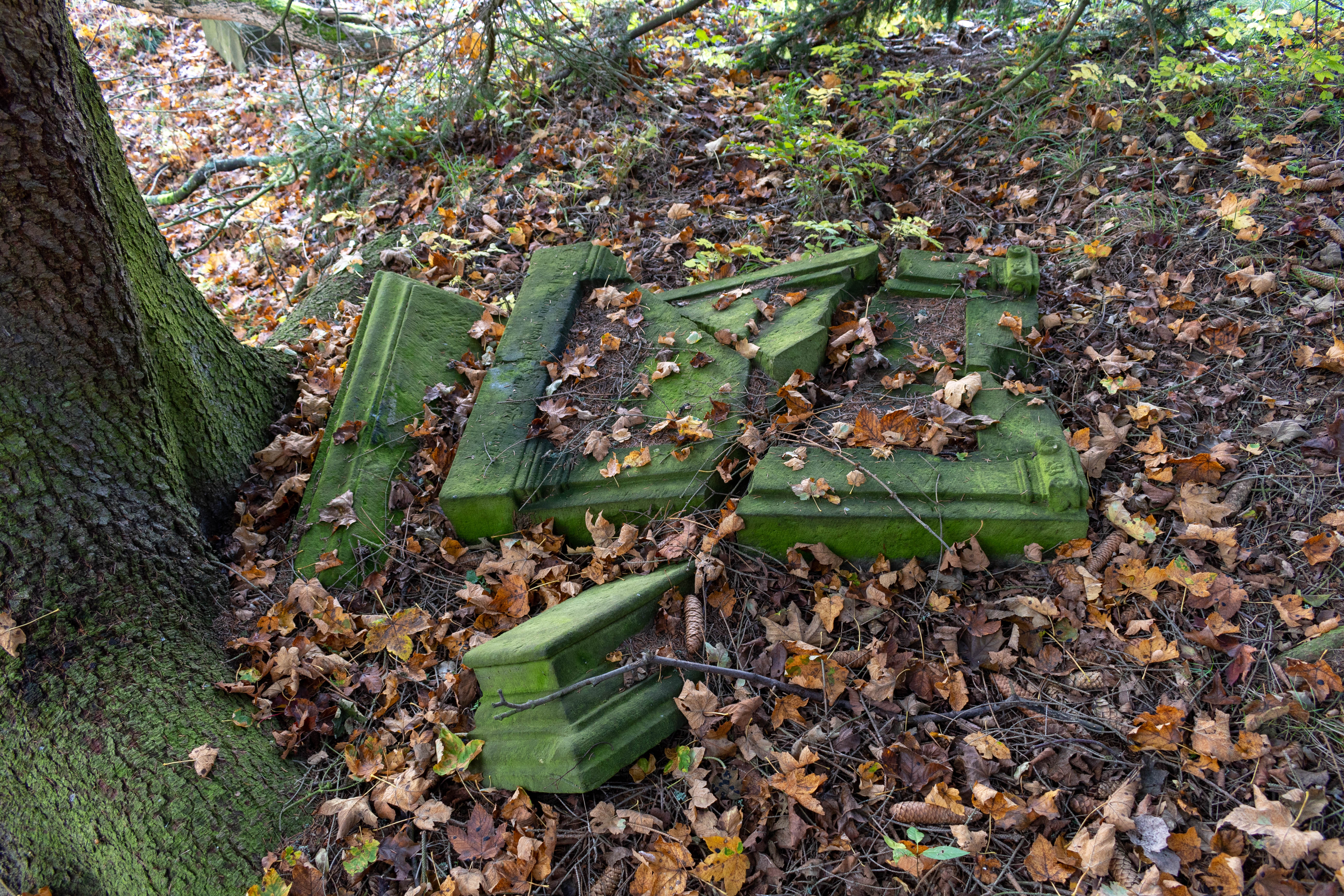
Pozůstatky křížové cesty